# Procure-to-pay
Procure-to-pay es un término utilizado en la industria del software para designar una subdivisión específica del proceso de aprovisionamiento.
Los sistemas de Procure-to-pay permiten la integración del departamento de compras con el departamento de cuentas por pagar (CP). Algunos de los principales actores de la industria del software acuerdan una definición para Procure-to-Pay, que vincula el proceso de aprovisionamiento y el departamento financiero. Los pasos generalmente incluidos son: 
- Administración de suministros
- Carro o requisición
- Orden de compra
- Recepción de suministros
- Reconciliación de facturas
- Cuentas por pagar

A diferencia de los sistemas source-to-pay, los sistemas Procure-to-pay no incluyen la función de aprovisionamiento. Además, los principios de planificación de la producción  y la previsión están excluidas de esta definición ya que se relacionan con la gestión de la cadena de suministro.  

## Beneficios
Los sistemas Procure-to-pay están diseñados para proporcionar a las organizaciones el control y la visibilidad a lo largo de todo el ciclo de vida de una transacción, desde el punto de vista de un elemento, proporcionando una visión completa del flujo de efectivo y los compromisos financieros. La mayoría de las empresas que utilizan estos sistemas buscan una centralización de su departamento de compras, o para establecer una organización de servicios compartidos para el mismo propósito.
Según Aberdeen Group, a pesar de la disponibilidad de tecnología que puede reducir drásticamente las montañas de papeleo y las ineficiencias que afectan a las cuentas por pagar, pocas empresas han abordado la transformación de las CP como otros procesos esenciales para el negocio.

## Riesgos
Al igual que con cualquier sistema que afecte a un número significativo de usuarios, la implementación de un sistema procure-to-pay requiere un conocimiento significativo de los procesos de negocio actuales y futuros. La gestión del cambio es un componente clave en la implementación de una solución procure-to-pay.